# Bellunské Alpy

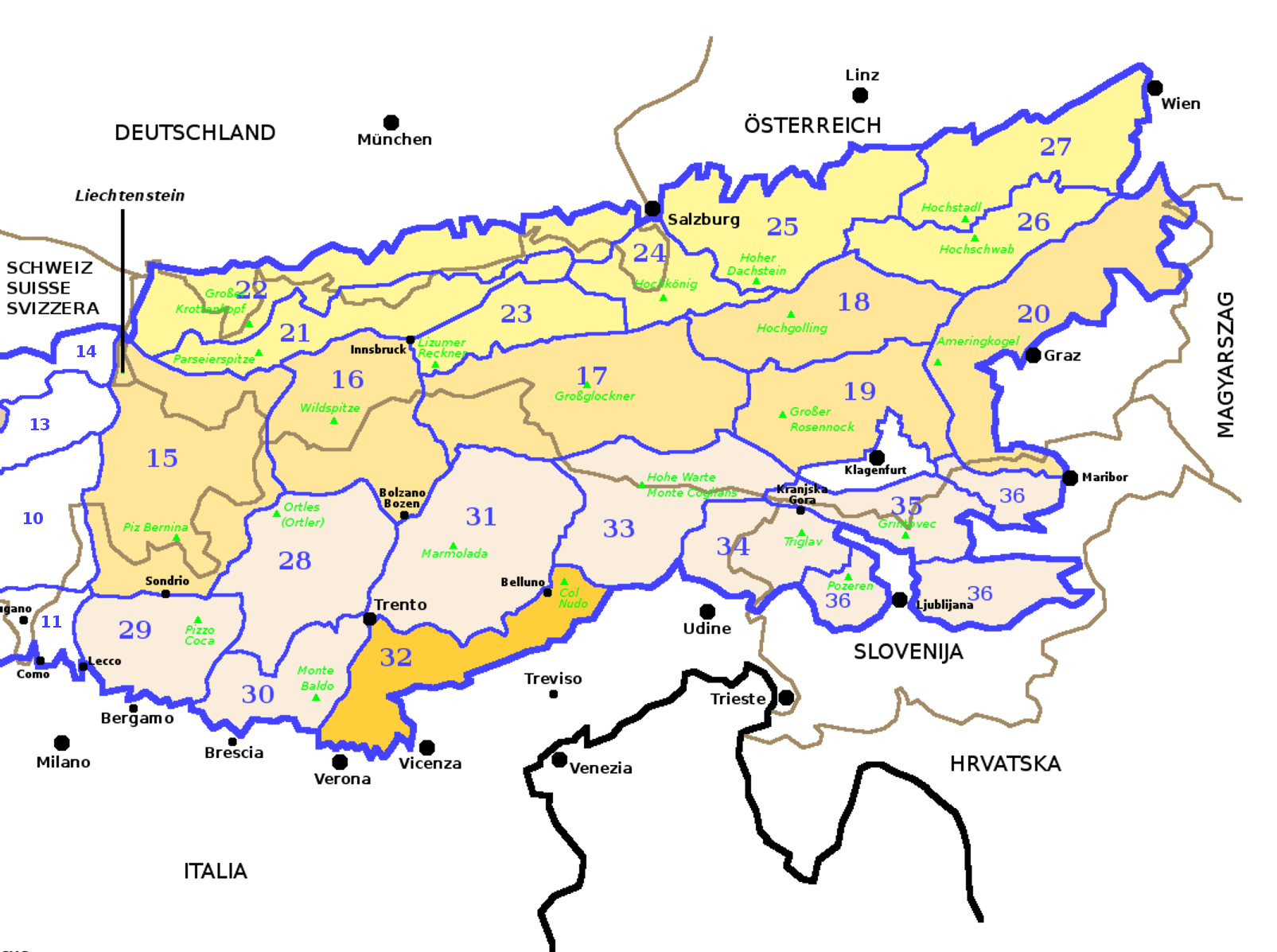
32 - Bellunské Alpy tvoří východní část

Bellunské Alpy (italsky Prealpi Bellunesi) je horské pásmo na jihovýchodě Alp v Itálii. Bellunské Alpy jsou součástí Benátských Alp, respektive Východních Alp. Leží v Benátsku (v provinciích Belluno, Treviso a částečně i Vicenza) a ve Furlýnsku-Julském Benátsku (v provincii Pordenone). Západní hranici Bellunských Alp tvoří Vicentinské Alpy, na jihu leží Pádská nížina, na východě Karnské Alpy a na severu Dolomity. Bellunské Alpy jsou pojmenovány podle města Belluno. Nejvyšší horou je Col Nudo (2 472 m n. m.) Hlavními horninami pohoří jsou vápenec a dolomit.

## Členění
- Masiv Grappa (Massiccio del Grappa)
- Skupina Cavallo-Visentin (Catena Cavallo-Visentin)